# 구루병
구루병(佝僂病)은 비타민 D 결핍으로 골격의 변화를 초래하는 병이다. 다리가 굽어 내반슬(內反膝)형, O자형이 된다.

## 원인
비타민D의 결핍 원인으로 음식으로의 섭취 부족과 햇빛(자외선) 부족 등이 있다. 최근에는 단순한 섭취 부족에 의한 것은 거의 없고, 저인혈성 구루병과 같은 선천성의 대사장애에 원인이 있는 경우가 많다.

## 예방 및 치료
예방 및 치료로는 대기 ·일광의 흡수, 적절한 영양보급이 이상적이다. 이 병은 열대지방에서는 별로 볼 수 없는데, 그것은 연중 태양을 많이 쬐어 자외선의 영향으로 피부속에서 비타민 D가 합성되기 때문이다. 북극지방에서도 적은데, 그것은 생선을 많이 먹음으로써 비타민 D가 풍부하기 때문이다. 비타민 D가 많은 계란이나 우유가 어린이의 주식이 되고 있는 유럽에서도 드문 병이다. 그 밖에 식이성 칼슘의 결핍, 만성 설사, 만성 신장염 등에서도 비슷한 발육장애를 볼 수 있다.

## 같이 보기
- 골절